# Малампа
Малампа (на бислама: Malampa) е една от шестте провинции на Република Вануату, изградена от трите главни острова – Малакула, Амбрим и Паама. Името ѝ е акроним от имената на точно тези острови.
В територията на Малампа влизат и други малки острови като Урипив, Норсуп, Рано, Уало, Атчин и Вао, намиращи се в близост до крайбрежието на Малакула и вулканичния остров Лопеви. Тези острови са ненаселени.
Провинцията има население от 40 928 души (по преброяване от ноември 2016 г.) и обхваща област от 2779 км2. За столица е избран град Лакаторо, намиращ се на остров Малакула.